# Фабијан О’Нил
Фабијан Алберто О’Нил Домингез (шп. Fabián Alberto O'Neill Domínguez; Пасо де лос Торос, 14. октобар 1973 — Монтевидео, 25. децембар 2022) био је уругвајски фудбалер. За репрезентацију Уругваја је одиграо 19 мечева и постигао 2 гола. Играо је на позицији офанзивног везног играча. 

## Каријера
Фудбалску каријеру је почео у Насионалу у уругвајској Примери дивизион играјући за први тим између 1992. и 1995. године. Од 1996. се преселио у Италију да би играо за Каљари, који је наступао у Серији А. Клуб је испао у Серију Б 1997. године, али је поново промовисан у први ранг такмичења 1998. Након што је Каљари поново испао 2000. године, О’Нил је прешао у Јувентус. У јануару 2002. прешао је у Перуђу као део договора који је укључивао трансфер Давидеа Бајока у Јувентус. Отпуштен је у летњој паузи и вратио се у Каљари у Серији Б. Убрзо након тога се пензионисао, вратио у Уругвај да би се фокусирао на вођење свог ранча. У јануару 2003. О’Нил се вратио у Национал, али је играо на само пет утакмица. Од тада је играо полупрофесионални фудбал у уругвајским нижим лигама.
Године 2012, О’Нил је признао да је два пута намештао утакмице Серије А да би добио опкладе. Изгубио је своје богатство због коцкања, и патио је од алкохолизма током и након фудбалске каријере.

## Репрезентација
За репрезентацију Уругваја је дебитовао у јуну 1993. у групној фази Копа Америке против Сједињених Америчких Држава.
Био је део тима који је наступао на Светском првенству у Јужној Кореји и Јапану 2002. године, али није играо на турниру. Последњи меч за репрезентацију је одиграо у мају 2002. против Кине у Шенјангу. Укупно је за репрезентацију одиграо 19 мечева и постигао 2 поготка.

### Голови за репрезентацију
| #  | Датум            | Место      | Противник         | Резултат | Такмичење            |
| -- | ---------------- | ---------- | ----------------- | -------- | -------------------- |
| 1. | 18. август 1999. | Монтевидео | Костарика         | 5:4      | Пријатељска утакмица |
| 2. | 27. март 2002.   | Дамам      | Саудијска Арабија | 2:3      | Пријатељска утакмица |

## Приватно
Био је најстарије од петоро деце Луиса Алберта О’Нила и Мерцедез Домингез. Био је пра-праунук Мајкла О’Нила, Ирца из округа Корк који је стигао у Уругвај 1837. године.
Преминуо је 25. децембра 2022. године. ESPN је известио 24. децембра да је примљен у болницу у коми са крварењем услед компликација због болести јетре. Имао је троје деце.

## Успеси
Насионал
- Првенство Уругваја (1) : 1992, вицешампион: 1994, 1995, 2003.

Јувентус
- Првенство Италије : вицешампион: 2001.